# 大伯国造
大伯国造（おおくのくにのみやつこ、おおくこくぞう）は、大伯国（東は播磨国境から、西は吉井川（全盛期は児島屯倉）、北は美作国境）を支配した国造。

## 概要

### 祖先
- 『先代旧事本紀』「国造本紀」によれば、応神朝に神魂命の7世孫である佐紀足尼命を国造に定めたとされる[3]。また、吉備津神社内にある御崎神社には、吉備海部直氏の祖とされる櫛振と、その子である小奇（女）と真振（男）が祀られている。

### 氏族
吉備海部氏（きびのあまべうじ、姓は直）。海部を統轄した海部直のなかでも、吉備国（備前国）を本拠とした氏族。『古事記』では仁徳天皇の妻・黒日売の出身氏族として名がみえる。長和4年（1015年）4月21日付備前国司解案（『平安遺文』巻10所収）には、邑久郡少領・海宿禰共忠という人物が見える。『日本書紀』には、天武天皇の娘・大伯皇女が吉備の大伯海で誕生したとの記述が見られることから、国造家だった吉備海部直氏が大伯皇女の養育氏族であったと考えられている。

## 人物
- 黒日売（くろひめ）
容姿端麗なために仁徳天皇が召し使っていたが、太后の磐之媛命の嫉妬を恐れて吉備に帰郷した。
- 吉備海部直赤尾（きびのあまべのあたい あかお）
雄略天皇7年（463年か）に、新羅討伐と歓因知利よりも優れた技能を持つ技術者を百済から献上させ、日本に連れてくることを雄略天皇から命令されている。
- 吉備海部直難波（きびのあまべのあたい なにわ）
敏達天皇2年5月（573年）に、高句麗からの使者を送る使いとなったが、任務を放棄し、虚偽の報告をしたため、翌年7月に処罰されている[5]。
- 吉備海部直羽嶋（きびのあまべのあたい はしま）
敏達天皇12年（583年）に日羅を迎えに2度にわたって百済に遣わされている[6]。

## 末裔
- 『類聚三代格』によれば、天平3年（731年）6月24日に備前国の海部が聖武天皇に供奉したという。
- 平城宮跡出土木簡によれば、年代は不明であるものの、備前国邑久郡石上郷に戸主・海部三◻︎という人物がいたと記録されている。
- 長和4年（1015年）4月21日付の備前国司解案（前田家本「年中行事秘抄」裏書）によると、少領であった外従五位上・海宿禰共忠が「老耄」のため、擬太政（大領）従八位上・海宿禰恒貞」を少領とすることを求めている。

## 墓
牛窓町の黒島古墳、牛窓天神山古墳、鹿歩山古墳、波歌山古墳は吉備海部直氏の古墳であると考えられる。